# Hainardia
Hainardia (Hainardia cylindrica) är en gräsart som först beskrevs av Carl Ludwig von Willdenow, och fick sitt nu gällande namn av Werner Rodolfo Greuter. Hainardia ingår i släktet hainardior, och familjen gräs. Inga underarter finns listade i Catalogue of Life.